# کلود اشتون
کلود اشتون (به انگلیسی: Claude Ashton) بازیکن فوتبال زادهٔ ۱۹ فوریه ۱۹۰۱ اهل انگلستان بود که سابقهٔ بازی در تیم ملی فوتبال انگلستان را در کارنامهٔ خود دارد. وی در تاریخ ۲۴ اکتبر ۱۹۲۵ تنها بازی ملی خود را در مقابل تیم ملی فوتبال ایرلند شمالی انجام داد.